# Seznam medailistek na mistrovství světa v biatlonu – vytrvalostní závod žen
Seznam medailistek na mistrovství světa v biatlonu z vytrvalostního závodu žen představuje chronologický přehled stupňů vítězů ve vytrvalostních závodech žen na 15 km (do roku 1988 na 10 km) na mistrovství světa konaného pravidelně od roku 1958 s výjimkou olympijských ročníků.
Vytrvalostní závod žen byl na světový šampionát zařazen poprvé v roce 1984. V prvních pěti ročnících závodily ženy na trati dlouhé 10 km s třemi střeleckými položkami, od roku 1989 byla pak trať prodloužena na dnešních 15 km a přidána čtvrtá střelecká položka.
| Rok  | Dějiště              | Zlato                    | Stříbro                       | Bronz                  |
| ---- | -------------------- | ------------------------ | ----------------------------- | ---------------------- |
| 1984 | Chamonix             | Veněra Černyšová         | Ludmila Zabolotná             | Taťána Brylinová       |
| 1985 | Egg am Etzel         | Kaija Parve              | Sanna Grønlid                 | Eva Korpelaová         |
| 1986 | Falun                | Eva Korpelaová           | Siv Bråten                    | Sanna Grønlid          |
| 1987 | Lahti                | Sanna Grønlid            | Kaija Parve                   | Tuija Vuoksialo        |
| 1988 | Chamonix             | Anne Elvebakk            | Elin Kristiansen              | Veněra Černyšová       |
| 1989 | Feistritz            | Petra Schaaf             | Anne Elvebakk                 | Světlana Davidovová    |
| 1990 | Minsk                | Světlana Davidovová      | Jelena Golovinová             | Petra Schaaf           |
| 1991 | Lahti                | Petra Schaaf             | Grete Ingeborg Nykkelmová     | Iva Škodrevová         |
| 1993 | Borowec              | Petra Schaaf             | Myriam Bédardová              | Světlana Paramigynová  |
| 1995 | Anterselva           | Corinne Niogret          | Uschi Disl                    | Ekaterina Dafovská     |
| 1996 | Ruhpolding           | Emmanuelle Claret        | Olga Mělníková                | Olena Petrovová        |
| 1997 | Brezno-Osrblie       | Magdalena Forsbergová    | Olena Zubrilovová¹            | Ekaterina Dafovská     |
| 1999 | Oslo                 | Olena Zubrilovová¹       | Corinne Niogret               | Albina Achatovová      |
| 2000 | Oslo/Holmenkollen    | Corinne Niogret          | Yu Shumei                     | Magdalena Forsbergová  |
| 2001 | Pokljuka             | Magdalena Forsbergová    | Liv Grete Skjelbreidová       | Olena Zubrilovová¹     |
| 2003 | Chanty-Mansijsk      | Kateřina Holubcová       | Olena Zubrilovová¹            | Gunn Margit Andreassen |
| 2004 | Oberhof              | Olga Pylovová            | Albina Achatovová             | Olena Petrovová        |
| 2005 | Hochfilzen           | Andrea Henkelová         | Sun Ribo                      | Linda Tjørhomová²      |
| 2007 | Anterselva           | Linda Grubbenová²        | Florence Baverelová-Robertová | Martina Glagowová      |
| 2008 | Östersund            | Jekatěrina Jurjevová     | Martina Glagowová             | Oxana Chvostěnková     |
| 2009 | Pchjongčchang        | Kati Wilhelmová          | Teja Gregorinová              | Tora Bergerová         |
| 2011 | Chanty-Mansijsk      | Helena Ekholmová³        | Tina Bachmannová              | Vita Semerenková       |
| 2012 | Ruhpolding           | Tora Bergerová           | Marie-Laure Brunetová         | Helena Ekholmová³      |
| 2013 | Nové Město na Moravě | Tora Bergerová           | Andrea Henkelová              | Valentyna Semerenková  |
| 2015 | Kontiolahti          | Jekatěrina Jurlovová     | Gabriela Soukalová            | Kaisa Mäkäräinenová    |
| 2016 | Oslo                 | Marie Dorinová Habertová | Anaïs Bescondová              | Laura Dahlmeierová     |
| 2017 | Hochfilzen           | Laura Dahlmeierová       | Gabriela Koukalová            | Alexia Runggaldierová  |
| 2019 | Östersund            | Hanna Öbergová           | Lisa Vittozziová              | Justine Braisazová     |
| 2020 | Anterselva           | Dorothea Wiererová       | Denise Herrmannová            | Marte Røiselandová     |
| 2021 | Pokljuka             | Markéta Davidová         | Hanna Öbergová                | Ingrid Tandrevoldová   |
| 2023 | Oberhof              | Hanna Öbergová           | Linn Perssonová               | Lisa Vittozziová       |
| 2024 | Nové Město na Moravě | Lisa Vittozziová         | Janina Hettichová-Walzová     | Julia Simonová         |
| 2025 | Lenzerheide          | Julia Simonová           | Ella Halvarssonová            | Lou Jeanmonnotová      |
| 2027 | Otepää               |                          |                               |                        |

(¹ Olena Zubrilovová je reprezentantka Běloruska od roku 2002)

(² Linda Tjørhomová si vzala za manžela Rogera Grubbena v roce 2006)

(³ Helena Jonssonová si vzala za manžela Davida Ekholma v roce 2010)